# Лолланн (муніципалітет)
Лолланн (дан. Lolland) — комуна у регіоні Зеландія королівства Данія. Адміністративний центр комуни — місто Марібо.

## Географія
Площа — 881.9 км². 

## Населення
У 2012 році населення муніципалітету становило 45 241 особу.